# Hypocala rostrata
Hypocala rostrata är en fjärilsart som beskrevs av Fabricius 1794. Hypocala rostrata ingår i släktet Hypocala och familjen nattflyn. Inga underarter finns listade i Catalogue of Life.